# محوطه ماشکید ۲
محوطه ماشکید ۲ مربوط به هزاره ۴ و ۳ قبل از میلاد است و در شهرستان سراوان، بخش جالق، ۱۵/۲ کیلومتری شمالغرب شهر جالق، منطقه آب سردین واقع شده و این اثر در تاریخ ۲۸ اسفند ۱۳۸۵ با شمارهٔ ثبت ۱۸۷۰۰ به‌عنوان یکی از آثار ملی ایران به ثبت رسیده است.